# Edgewater (Alabama)
Edgewater statisztikai település az USA Alabama államában, Jefferson megyében. Lakosainak száma 746 fő (2020. április 1.).

## Népesség
A település népességének változása:

| 2010 | 883 |
| 2020 | 746 |